# 阿瑟·科恩伯格
阿瑟·科恩伯格（英語：Arthur Kornberg，1918年3月3日—2007年10月26日）是一名美国生物化学家。因在酶化学方面的工作，1959年他与西班牙裔美国生物化学家塞韦罗·奥乔亚共同获得了诺贝尔生理学或医学奖。阿瑟·科恩伯格用实验证明脱氧核糖核酸（DNA）的复制，并成功地从大肠杆菌提取液中分离出DNA聚合酶。
2006年，阿瑟·科恩伯格的长子罗杰·科恩伯格获得了诺贝尔化学奖，这是诺贝尔奖历史上第六对父子（母女）双双获奖的案例。他的第二个儿子托马斯·比尔·科恩伯格是旧金山加利福尼亚大学的生物化学和生理学教授。小儿子肯尼思·安德鲁·科恩伯格是一名建筑师。

## 門生
- 岡崎令治
- 岡崎恒子

## 文獻
- For the Love of Enzymes: The Odyssey of a Biochemist. Harvard  University Press, Cambridge, MA, 1989, ISBN 0-674-30776-3
- The Golden Helix: Inside Biotech Ventures. University Science Books, 2002, ISBN 1-891389-19-X